# Рудольф Вірхов
Рудольф Людвіг Карл Ві́рхов (нім. Rudolf Ludwig Karl Virchow; [ˈfɪrço] 13 жовтня 1821, Шивелбейн, Померанія — 5 вересня 1902, Берлін, Німецька імперія) — німецький науковець, патолог, громадський і політичний діяч. Реформатор наукової і практичної медицини, основоположник сучасної патологічної анатомії та клітинної теорії. У 1855 році встановив, що клітини організму утворюються із інших клітин шляхом поділу. Перший звернув увагу на оболонку навколо нервового волокна і дав їй назву — мієлінова оболонка (від грец. μυαλό — мозок). Був відомий також як археолог, антрополог, палеонтолог.

## Біографія
Народився 13 жовтня 1821 р. в містечку Шифельбейні прусської провінції Померанії (нині польське місто Свідвин).
Закінчив Берлінський медичний інститут Фрідріха-Вільгельма в 1843 році. Спочатку поступив асистентом, а згодом став прозектором при берлінській лікарні Шаріте.
У 1847 р. отримав право викладання і разом з Бенно Рейнхардом заснував журнал «нім. Archiv für pathol. Anatomie u. Physiologie u. für klin. Medicin», що користується нині всесвітньою популярністю як «Вірховський Архів». 1891 року вийшов 126 том цього видання, що містить понад 200 статей самого Вірхова і представляє живу піввікову історію найважливіших надбань медичної науки.
На початку 1848 р. Вірхов був відряджений у Верхню Сілезію для вивчення там епідемії епідемічного висипного тифу, відомого тоді як «голодний тиф». Його звіт про цю поїздку, надрукований в Архіві, і який мав великий науковий інтерес, забарвлений у той же час політичними ідеями в дусі 1848 року. Ця обставина, так само як і взагалі участь його в реформаторських рухах того часу, викликали неприхильність до нього прусського уряду і спонукали його прийняти запропоновану йому ординарну кафедру патологічної анатомії у Вюрцбурзькому університеті, яка швидко прославила його ім'я.
У 1856 р. він повернувся в Берлін професором патологічної анатомії, загальної патології і терапії та директором наново заснованого патологічного інституту, де залишався до кінця життя. Інститут цей незабаром став центром для молодих науковців багатьох країн. Похований у Берліні, в Шенебурзі.

## Досягнення в біології та медицині
Рудольф Вірхов — засновник так званої целюлярної (клітинної) патології, в якій патологічні процеси зводяться до змін у життєдіяльності елементарних найдрібніших частин організму — його клітин. Погляди цієї наукової теорії в зв'язку з успіхами хімії та фізіології назавжди навернули медицину від різного роду умоглядних гіпотез і тісно пов'язали її з великою областю природознавства.
Як патологоанатом, і особливо гістолог, Вірхов самостійно вперше встановив гістолого-фізіологічну сутність багатьох патологічних процесів і хвороб, таких як: білокрів'я, тромбоз, емболія, амілоїдоз, рахіт, туберкульоз, більшість новоутворень тощо. Він ввів до медичного вжитку термін «інфекційні захворювання».
Рудольф Вірхов роз'яснив нормальну будову багатьох органів і окремих тканин; показав присутність живих і діяльних клітин у сполучній тканині різних типів; відкрив, що патологічно змінені органи і новоутворення складаються із звичайних типів тканин, встановив скоротливість лімфатичних і хрящових клітин; з'ясував будову слизових оболонок і проміжної тканини нервової системи; довів можливість новоутворення сірої речовини мозку, роз'яснив залежність форми черепа від зрощення швів та ін..
Як антрополог, Вірхов багато сприяв своїми роботами встановленню анатомічних особливостей рас, як біолог взагалі, встояв проти захоплення настільки поширеними під час його молодості виключно механічними поглядами на явища життя і мав сміливість відстоювати ідею відособленості елементу життя як початку особливого роду. Звідси і його знаменита теза «omnis cellula e cellula» (клітина походить тільки від клітини), якою завершила собою довгу суперечку біологів про самозародження організмів. Як діяч в області громадської гігієни, Вірхов відомий своїми роботами з дослідження деяких епідемій, а також прокази, своєю участю в суспільно-гігієнічних заходах з облаштування лікарень, шкіл тощо.
Рудольф Вірхов доклав багато зусиль до зібрання патологоанатомічної колекції: в 1899 році на території клініки Шаріте ним організований «Патологічний музей», на основі якого в 1998 році був створений Берлінський музей історії медицини.

### Праці з медицини
- (нім.)«Gesammelte Abhandlungen zur wissenschaftl. Medizin» (1856);
- (нім.)«Untersuchungen über die Entwicklung des Schädelgrundes» (1857);
- (нім.)«Die Cellularpathologie in ihrer Begründung auf physiol. und pathol. Gewebslehre» (1858);
- (нім.)«Die krankhaften Geschwülste» (1863—1867);
- (нім.)«Vier Reden über Leben und Kranksein» (1862);
- (нім.)«Lehre von den Trichinen» (1865);
- (нім.)«Ueber einige Merkmale niederer Menschenrassen» (1875);
- (нім.)«Gräberfeld von Koban im Lande der Osse ten» (Берлін, 1883);
- (нім.)«Gesammelte Abhandl. aus dem Gebiete der öffentl. Medicin und der Seuchenlehre» (1879).

## Археологічна діяльність
Антропологічні дослідження Вірхова привели його і до археологічних розвідок, які він здійснював по всій Німеччині і в інших країнах Європи. У нього є твори про бронзову добу, про кургани, про урни й ін. У 1879 році він брав участь у знаменитих розкопках Генріха Шлімана легендарного міста Трої, і в результаті з'явилися його твори: «нім. Zur Landeskunde der Troas» (Берлін, 1880; «Руїни Трої» в «Історичному віснику», 1880 р № 2) і «нім. Alttrojanische Gräber und Schädel» (Берлін, 1882).
У 1888 році він разом зі Шліманом об'їздив Єгипет, Нубію і Пелопоннес, де здійснював свої цікаві дослідження над царськими муміями в Булакському музеї, до того ж порівнював їх із збереженими зображеннями царів. Свої роботи з доісторичних старожитностей він завершив заснуванням в Берліні «Німецького музею одягу і домашнього начиння». Існує також його твір «Про древні могили і про споруди на сваях» (1886).

## Політична діяльність
На політичний шлях Рудольфа Вірхова привели не жадоба слави, а гуманні почуття. Під час поїздки у Верхню Сілезію, про яку сказано вище, він прийшов до переконання, що «лікарі — природні адвокати бідних, і значна частина соціального питання входить в їхню юрисдикцію». З тих пір наука і політика йшли у Вірхова паралельно, поєднуючись в одне ціле в області громадської медицини. Щоб сприяти розвитку санітарної справи, він став брати участь у виборних міських установах. Зусилля Вірхова в цьому відношенні увінчалися повним успіхом. Німецький уряд дослухався до його красномовних умовлянь і прийнявся поступово здійснювати його плани у санітарній частині. Завдяки його невтомній діяльності Німеччина і особливо міста досягли мало-помалу того високого ступеня досконалості в санітарному відношенні, на якому вони стояли до 1890-х років. Особливо був зобов'язаний йому Берлін, в муніципальному управлінні якого він брав участь з 1859 року. Цієї теми стосуються такі твори Вірхова:
- (нім.)«Kanalisation oder Abfuhr» (Берлін, 1869);
- (нім.)«Reinigung und Entwässerung Berlins» (Берлін, 1870—1879);
- (нім.)«Die Anstalten der Stadt Berlin für die öffentliche Gesundheitspflege» (Берлін, 1886).

Поряд з участю в міському самоврядуванні важливе значення мала й його діяльність у парламенті, де знову-таки санітарні питання становили його особисту спеціальність; але й в обговоренні питань загальнополітичних він брав дуже активну участь. Обраний у депутати Прусського сейму негайно після повернення з Вюрцбурга, він у тому ж 1856 році став одним із засновників і вождів прорасистської партії, що згодом з'єдналася з сецесіоністами і перетворилася на партію вільнодумців. Своїм впливом на хід справ ця партія значною мірою зобов'язана Вірхову, його неухильній твердості у переконаннях, невтомній діяльності і бездоганній чистоті його імені, якого ніколи не смів торкнутися наклеп. Під час відомого конфлікту прусського уряду з сеймом (1862—1866) Вірхов був одним з головним вождів опозиції.
Після створення Німецької імперії Вірхов на час пішов із політичної арени. Гучні перемоги німецької зброї його не захоплювали, в благодійність імперії, що залізом і кров'ю об'єднала німецький народ, він не вірив. «Я не годжуся тепер, — говорив він депутації виборців, що неодноразово просили його прийняти депутатські повноваження, — у представники країни; при існуючому настрої мені нічого робити в парламенті. Можливо, я доживу до того часу, коли мій голос знову знадобиться народові; тоді я з'явлюся, якщо він покличе мене, але тепер ні». Цей час настав на початку 1880-х років, в самий розпал реакційної політики Бісмарка. Тоді Вірхов вперше вступив в імперський парламент як депутат від міста Берліна і з тих пір займав одне з перших місць в Партії вільнодумців.

## Нагороди
- У 1872 р. — Орден Ольги[de][5];
- у 1892 р. — Медаль Коплі;
- у 1893 р. — Croonian Lecture[en];
- у 1898 р. — Медаль Гельмгольця;
- у 1901 р. — Медаль Котеніуса;
- у 1901 р. — Pour le Mérite[6].